# デルタ・エレクトロニクス
デルタ・エレクトロニクス（英語: Delta Electronics, 略称DELTA）は、タイの電子部品関連企業。
台湾の企業デルタ電子の子会社で、EMS（電子機器受託製造会社）である。1994年にタイ証券取引所に上場し、SET 50 Indexの採用銘柄である。(2008年2月現在)